# Margrethe Renstrøm
Margrethe Renstrøm, född  den 21 mars 1985, är en norsk friidrottare som hoppar längd. Hon har norska rekordet på 6,68 meter (2010).